# Gilberto Gil
Gilberto Gil, właśc. Gilberto Passos Gil Moreira (ur. 26 czerwca 1942 w Salvadorze) – brazylijski pieśniarz, gitarzysta i kompozytor, od 2003 do 2008 minister kultury w Brazylii w rządzie Luiza Inácio Luli da Silva.

## Dzieciństwo i młodość
Gilberto Gil urodził się w Salvadorze, w rodzinie wywodzącej się z klasy średniej. Większość dzieciństwa spędził w Ituaçu. Jego ojciec, José Gil Moreira, był lekarzem, a matka, Claudina Passos Gil Moreira, była nauczycielką. Wychował się, słuchając muzyki forró, później zainteresował się ulicznymi artystami. Jako mały chłopiec zaczął uczyć się gry na perkusji oraz na trąbce, słuchając w radiu Boba Nelsona. Matka kupiła mu też akordeon i kiedy miał dziesięć lat, wysłała do szkoły muzycznej w Salvadorze.
Gil zafascynował się muzyką śpiewaka i akordeonisty Luisa Gonzagi. W 1950 wraz z rodziną przeniósł się z powrotem do Salvadoru. Jeszcze w czasach szkolnych założył swój pierwszy zespół, Os Desafinados. Niedługo później, zainspirowany przez João Gilberto, zdecydował, że jego podstawowym instrumentem będzie gitara i zaczął grać bossa novę.

## Kariera muzyczna
W 1963 Gil poznał Caetano Veloso, z którym zaczął współpracować i występować, wydając wkrótce singiel i EP. W lipcu 1964 razem z Veloso, Marią Bethânia (siostrą Veloso), Gal Costa i Tomem Zé wystąpili z koncertem bossa novy oraz ludowych pieśni brazylijskich pt. Nos, por Exemplo na wieczorze otwierającym Vila Velha Theatre. Gil razem z grupą kontynuowali występy w Vila Velha Theatre, a po jakimś czasie wraz z Alcivando Luzem został tam dyrektorem muzycznym. W 1968 grupa nagrała album Tropicália: ou Panis et Circenses, czerpiąc inspirację z albumu The Beatles Sgt. Pepper’s Lonely Hearts Club Band, którego Gil w tamtym czasie ciągle słuchał.
Na początku lat 60. głównym źródłem dochodów Gila było komponowanie dżingli do reklam telewizyjnych, był też przez krótki czas zatrudniony w brazylijskiej filii Unileveru, Gessy-Lever. W 1965 przeniósł się do São Paulo, gdzie odniósł pierwszy sukces, kiedy jego piosenka Louvação (która znalazła się później na albumie o takiej samej nazwie) została nagrana przez Elis Reginę. Pierwszym solowym przebojem Gila była piosenka Aquele Abraço z 1969. W tym okresie wystąpił także w kilku programach telewizyjnych, często razem z innymi przedstawicielami ruchu tropicalismo. Pod koniec lat 60. występował z zespołem z São Paulo Os Mutantes, grającym rock psychodeliczny.

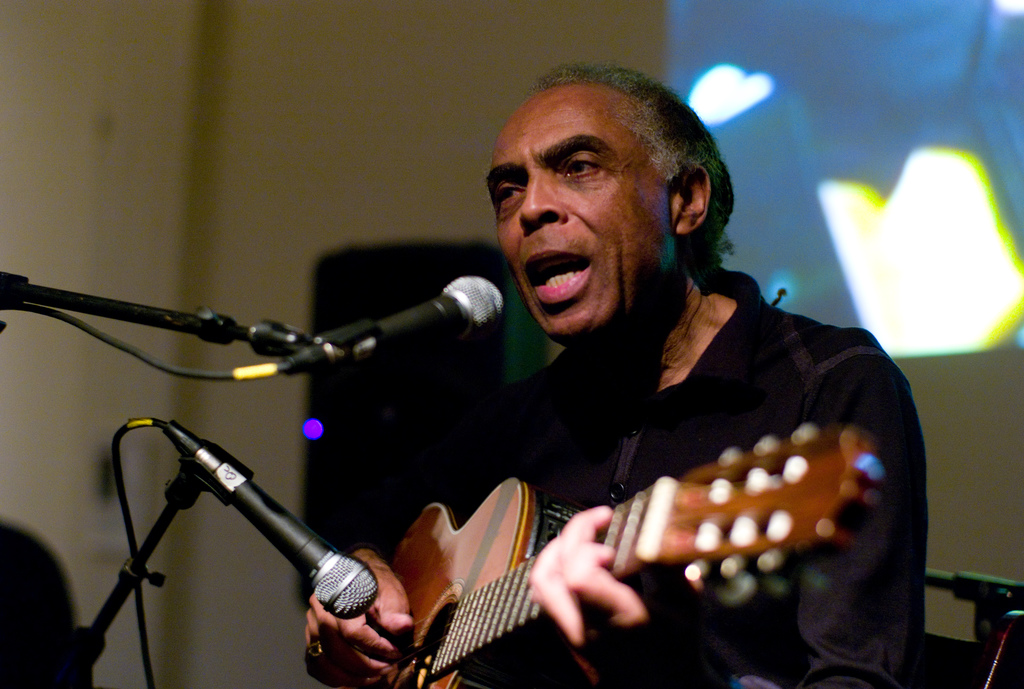
Gilberto Gil, 2007

W lutym 1969 Gil i Veloso zostali aresztowani przez juntę i przewiezieni z São Paulo do Rio de Janeiro, gdzie spędzili kilka miesięcy w więzieniu, zanim zostali wypuszczeni pod warunkiem opuszczenia kraju. Podczas pobytu w więzieniu Gil zaczął medytować, przeszedł na makrobiotyczną dietę i zaczął studiować wschodnią filozofię. W więzieniu skomponował cztery utwory, m.in. Cérebro Electrônico (znalazł się później na albumie Gil Luminoso z 2006). Po opuszczeniu więzienia Gil i Veloso musieli przymusowo opuścić Brazylię i wyemigrowali do Londynu. Podczas pobytu w Anglii Gil występował z takimi grupami jak Yes, Pink Floyd czy Incredible String Band.
Po powrocie do Brazylii w 1972 Gil skupił się na karierze muzycznej oraz na działalności na rzecz ochrony środowiska. Jeszcze w tym samym roku wydał album Expresso 2222. We wczesnych latach 70. miał udział we wskrzeszeniu tradycyjnej afro-brazylijskiej muzyki afoxê, dołączył też do grupy Filhos de Gandhi, do której mogli wstępować tylko czarnoskórzy Brazylijczycy. Pod koniec lat 70. opuścił Brazylię i przeniósł się do Afryki – odwiedził Senegal, Wybrzeże Kości Słoniowej oraz Nigerię. Współpracował też z Jimmym Cliffem, w 1980 nagrał z nim cover No Woman, No Cry.
W 1998 zdobył nagrodę Grammy za najlepszy album world music (za Quanta Live), a w 2005 za najlepszy współczesny album world music (za Eletracústico). W maju 2005 został laureatem Polar Music Prize. Jest pierwszym zdobywcą tej nagrody pochodzącym z Ameryki Południowej. Z kolei 16 października tego samego roku został odznaczony Legią Honorową II klasy.

## Kariera polityczna

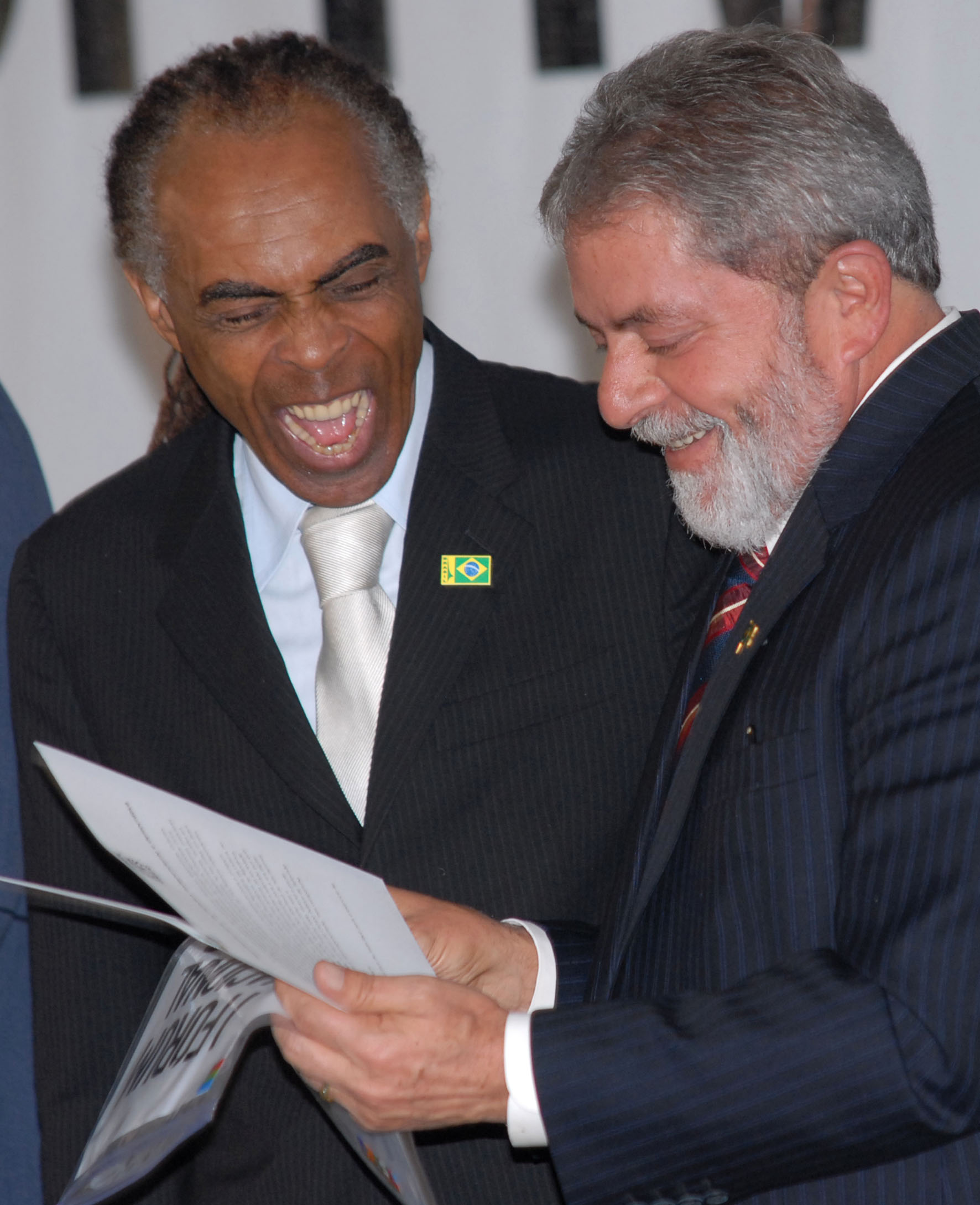
Gil i prezydent Brazylii Luiz Inácio Lula da Silva

Kariera polityczna Gila zaczęła się w 1987, kiedy to został wybrany miejskim sekretarzem ds. kultury w Salvadorze. W 1988 został wybrany do rady miejskiej, a następnie został miejskim komisarzem ochrony środowiska. W 1990 opuścił partię Brazylijski Ruch Demokratyczny i wstąpił do Partii Zielonych. W tym okresie Gil założył organizację Onda Azul, która działała na rzecz ochrony źródeł wody w Brazylii. Jednocześnie rozwijał też swoją karierę muzyka. W 1992 czasowo zawiesił swoją działalność polityczną, aby nagrać Parabolicamará, uważany za jeden z jego najlepszych albumów. 16 października 2001 został Ambasadorem Dobrej Woli FAO.
W styczniu 2003 został Ministrem Kultury w rządzie Luiza Inácio Luli da Silva, mimo iż nie był członkiem jego Demokratycznej Partii Pracy i nie tworzył programu kulturalnego rządu.
Krótko po objęciu stanowiska ministra, Gil zapoczątkował współpracę między państwem a Creative Commons. Jako minister sponsorował program Culture Points, dostarczającą technologię i edukację muzyczną ludziom żyjącym w biednych dzielnicach miejskich. Wyraził też zainteresowanie programem mającym na celu stworzenie internetowego repozytorium brazylijskiej muzyki, która byłaby udostępniana za darmo. Odkąd Gil został Ministrem Kultury, wydatki ministerstwa wzrosły o 50 procent. W 2008 ogłosił, iż ma zamiar zrezygnować ze stanowiska ministra w celu wyleczenia polipa na więzadłach głosowych. W lipcu 2008 prezydent Brazylii przyjął rezygnację Gila ze stanowiska ministra.

## Życie prywatne
Czwartą żoną Gila jest Flora Nair Giordano Gil Moreira. Mają czwórkę dzieci, piąte zginęło w 1990 w wypadku samochodowym. Jego córka, Preta Gil, jest piosenkarką.
Gil początkowo był chrześcijaninem, później zainteresował się wschodnią filozofią, afrykańskimi wierzeniami i teozofią, a obecnie jest agnostykiem.
Otwarcie przyznaje, że przez lata palił marihuanę i uważa, że narkotyki powinny być legalnie dostępne i traktowane jak farmaceutyki.

## Muzyka
Gil zazwyczaj śpiewa barytonem, czasem jednak zmienia śpiew na falset lub scat. Teksty jego piosenek poruszają problemy religii, ludowości brazylijskiej, psychologii, czasem jego teksty opierają się na grze słów, która jest trudno przetłumaczalna na inne języki. Tworząc swoją muzykę, czerpie z wielu źródeł. Na początku kariery wpływ na jego twórczość miała muzyka The Beatles oraz uliczni muzycy występujący w różnych regionach Bahii. W pierwszych latach jego styl muzyczny był zbliżony do ludowej muzyki brazylijskiej, takiej jak baião czy samba.
Był pionierem Tropicalismo, brazylijskiego ruchu artystycznego powstałego w latach 60. W późniejszych latach swojej kariery zainteresował się kulturą afroamerykańską, przede wszystkim muzyką reggae. W 1976, podczas podróży do Afryki, Gil spotkał w Lagos Stevie Wondera i Fela Kuti. Zainspirowany muzyką afrykańską, wykorzystał ją w swojej późniejszej twórczości. W latach 80. muzyka Gila zaczęła czerpać z nurtu disco i soul.

## Dyskografia
- 1967: Louvação
- 1968: Gilberto Gil (z Os Mutantes)
- 1969: Gilberto Gil (Cérebro Eletrônico)
- 1971: Gilberto Gil (Nega)
- 1972: Barra 69: Caetano E Gil Ao Vivo Na Bahia
- 1972: Expresso 2222
- 1974: Gilberto Gil Ao Vivo
- 1975: Refazenda
- 1977: Refavela
- 1978: Gilberto Gil Ao Vivo Em Montreux
- 1978: Refestança
- 1979: Nightingale
- 1979: Realce
- 1981: Brasil
- 1981: Luar (A Gente Precisa Ver o Luar)
- 1981: Um Banda Um
- 1983: Extra
- 1984: Quilombo (Trilha Sonora)
- 1984: Raça Humana
- 1985: Dia Dorim Noite Neon
- 1987: Gilberto Gil Em Concerto
- 1987: Soy Loco Por Ti America
- 1987: Trem Para As Estrelas (Trilha Sonora)
- 1988: Ao Vivo Em Tóquio (Live in Tokyo)
- 1989: O Eterno Deus Mu Dança
- 1991: Parabolicamará
- 1994: Acoustic
- 1995: Esoterico: Live in USA 1994
- 1995: Oriente: Live in Tokyo
- 1996: Em Concerto
- 1996: Luar
- 1997: Indigo Blue
- 1997: Quanta
- 1998: Ao Vivo Em Tóquio (Live in Tokyo)
- 1998: Copacabana Mon Amour
- 1998: O Sol de Oslo
- 1998: O Viramundo (Ao Vivo)
- 1998: Quanta Live
- 2000: Me, You, Them
- 2001: Milton and Gil
- 2001: São João Vivo
- 2002: Kaya N'Gan Daya
- 2002: Z: 300 Anos de Zumbi
- 2004: Eletrácustico
- 2005: Ao Vivo
- 2005: As Canções de Eu Tu Eles
- 2005: Soul of Brazil
- 2006: Gil Luminoso
- 2006: Rhythms of Bahia
- 2008: Banda Larga Cordel
- 2009: Bandadois